# Araneus simillimus
Araneus simillimus är en spindelart som beskrevs av Kulczynski 1911. Araneus simillimus ingår i släktet Araneus och familjen hjulspindlar. Inga underarter finns listade i Catalogue of Life.